# 闘争の時代
闘争の時代、闘争の期間または闘争期（独: Kampfzeit）は、1919年から1933年1月にナチ党が権力を掌握するまでの時期を指す用語である。
ナチスのプロパガンダにおいては、闘争の時代は「国家社会主義者の思想に強固に結び付いた用語」として「困難で犠牲を伴った年月の記憶」と関連付けられた。この時期は、古参闘士の身体的・経済的な困難や犠牲のもとに成り立っていた。この闘争の目的は、内外の権力を国家社会主義の前に屈服させることによって、ヴェルサイユ条約で押し付けられた不名誉を雪ぐことであった。闘争の時代における中心的な出来事は、失敗に終わったミュンヘン一揆であった。
一方、オーストリアにおいては、1933年6月のナチ党非合法化から1938年3月のアンシュルスまでの期間を闘争の時代と呼ぶ。